# Kościół Przenajświętszego Sakramentu w Długiej Kościelnej
Kościół Przenajświętszego Sakramentu w Długiej Kościelnej – świątynia mariawicka, siedziba parafii Przenajświętszego Sakramentu w Długiej Kościelnej, położonej w kustodii warszawskiej Kościoła Katolickiego Mariawitów w RP.

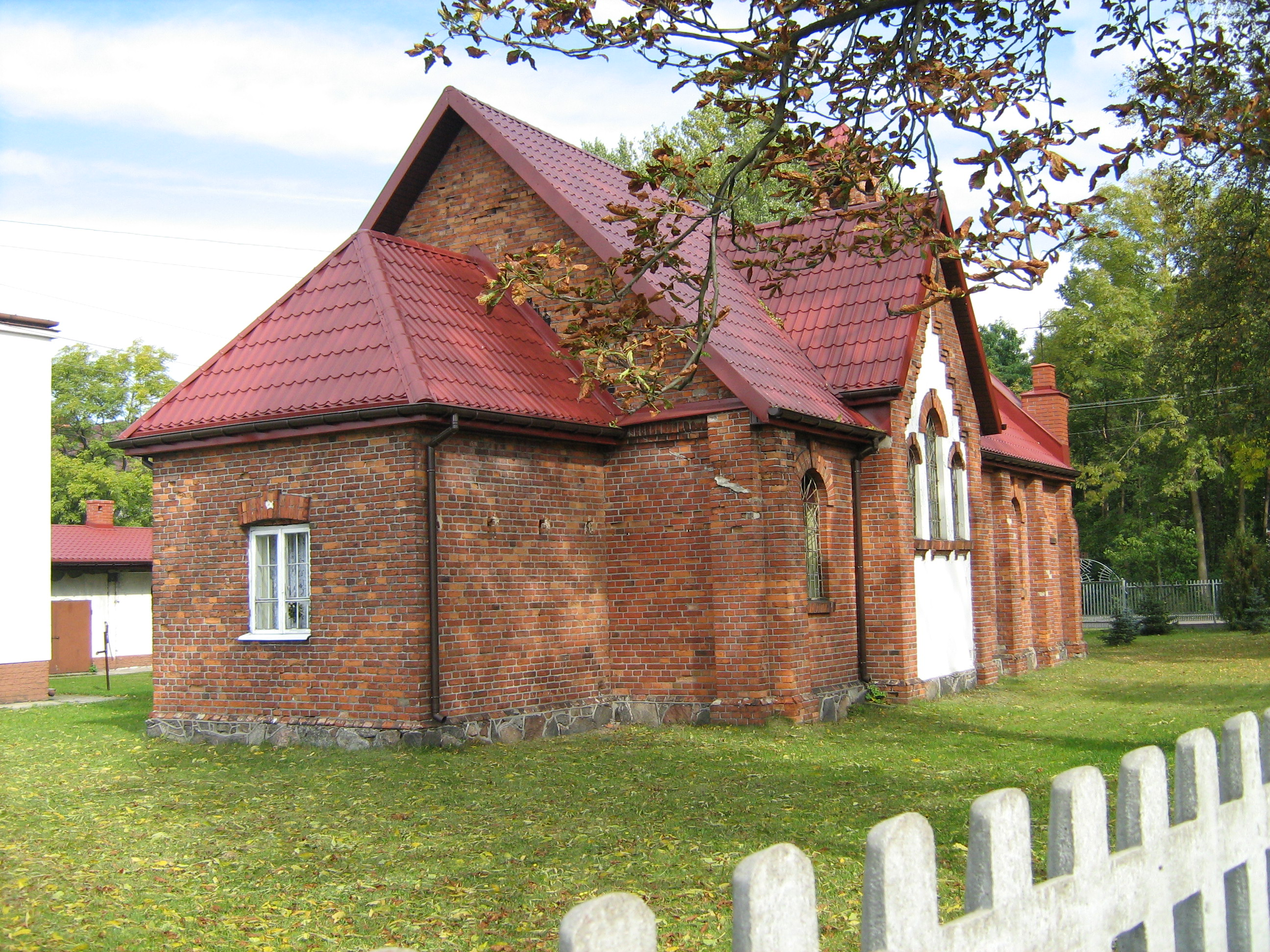
Tylna ściana kościoła

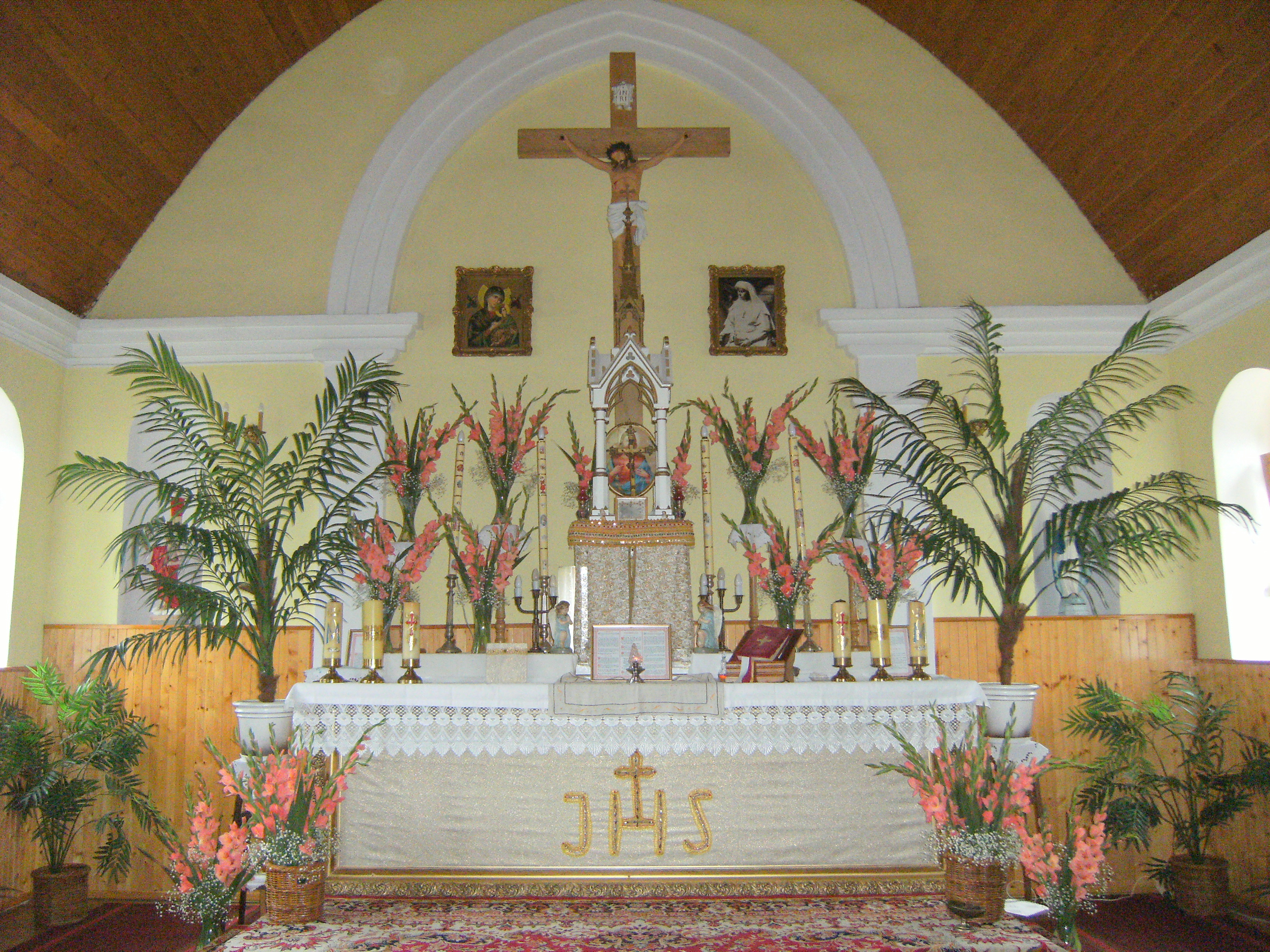
Wnętrze kościoła w Długiej Kościelnej

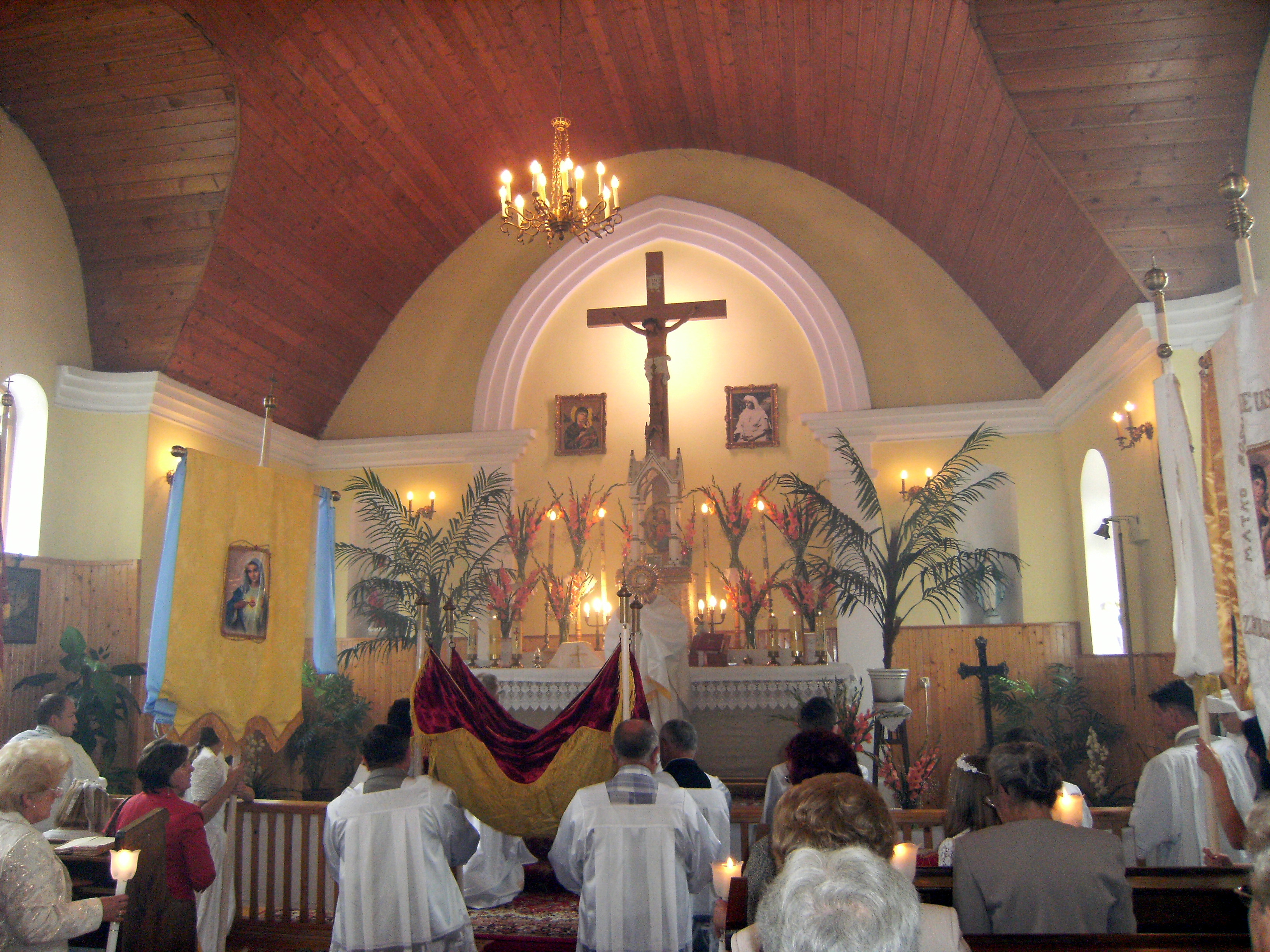
Uroczystość parafialna we wnętrzu świątyni

## Położenie
Kościół położony jest w pobliżu granicy Długiej Kościelnej z Długą Szlachecką, przy ulicy Jana Kochanowskiego 41. Kościół znajduje się w pobliżu Sulejówka, w gminie Halinów, w powiecie mińskim, w województwie mazowieckim.

## Historia
Kościół został wybudowany w 1907 w wyniku rozłamu, do którego doszło w łonie parafii rzymskokatolickiej św. Anny w Długiej Kościelnej. Po rozłamie w 1935, większość parafian opowiedziała się za ówczesnym arcybiskupem Janem Marią Michałem Kowalskim. W wyniku tego świątynia i cmentarz przeszły w posiadanie mariawitów felicjanowskich. Obecnie kościół Przenajświętszego Sakramentu w Długiej Kościelnej jest jedyną wolnostojącą świątynią Katolickiego Kościoła Mariawitów, w której odbywają się nabożeństwa (istnieje jeszcze jeden kościół, we wsi Pogorzel, należący niegdyś do tej wspólnoty, który obecnie nie jest użytkowany). Od 2008, z inicjatywy miejscowego kapłana ludowego Zbigniewa Milewskiego, rady parafialnej oraz proboszcza parafii siostry kapłanki Marii Bożenny Chabowskiej (zm. 2024) dokonano wielu prac remontowych przy tutejszym kościele. Między innymi: wyłożono czerwoną kostką brukową plac przed kościołem, oczyszczono cegłę na świątyni, zasadzono ozdobne drzewka przy kościele, wyłożono nową blachodachówkę, wymieniono ławki i oczyszczono wnętrze kościoła.

## Architektura
Murowana świątynia jest utrzymana w stylu neogotyckim, który jest charakterystyczny dla kościołów mariawickich. Kościół zbudowany został na planie krzyża łacińskiego. Budynek sakralny jest w dobrym stanie, jego przednia ściana zwieńczona jest niewielką wieżyczką, na której zawieszona jest sygnaturka. We frontowej ścianie nad okrągłym godłem mariawityzmu dostrzec można małą rozetę. Po obydwu stronach głównych drzwi znajdują się małe wnęki w ścianie, w których umieszczone są figury świętych: Józefa i Franciszka z Asyżu.

## Wyposażenie
Wnętrze kościoła utrzymane jest w ciepłych, jasnożółtych barwach z malowanymi na biało gzymsami. W kościele można wyróżnić trzy części: chór, prezbiterium oraz nawę. W prezbiterium, w centralnym miejscu, na stopniach, znajduje się jeden ołtarz przeznaczony do odprawiania liturgii w rycie trydenckim. Na antepedium ołtarza znajdują się wyhaftowane litery IHS z krzyżem. Powyżej znajduje się drewniane tabernakulum z Syonem, na którym umieszczone są wizerunki Najsłodszego Serca Jezusowego i Ofiary Najdroższej Mateczki. Przy tabernakulum umieszczono po obu stronach niewielkie aniołki, zwrócone w kierunku Przenajświętszego Sakramentu. Na ścianie ołtarzowej, w centralnym punkcie zawieszony jest dużej wielkości krucyfiks, a po obu jego stronach wizerunki Matki Bożej Nieustającej Pomocy i św. Marii Franciszki. We wnękach, znajdujących się na ścianie po obu stronach ołtarza, umieszczono figury Zmartwychwstałego Chrystusa i Matki Bożej Niepokalanie Poczętej. Prezbiterium oddzielone jest od reszty kościoła balustradą, przeznaczoną do przyjmowania Komunii Świętej przez wiernych. Na ścianach nawy kościoła zawieszono Drogę Krzyżową.